# Сократ Пановски
Сократ Пановски (на македонска литературна норма: Сократ Пановски) е просветен деец, педагог, общественик, етнограф и публицист от Република Македония.

## Биография
Роден е в 1936 година в костурското село Въмбел. На дванадесетгодишна възраст в 1948 година по време на Гражданската война е изведен като дете бежанец от страната и живее в сиропиталищата на Вака де Жос, Арад и Тулгеш в Румъния. По-късно той продължава образованието си в икономическото училище в Пълтиниш, в Гривица Рошие в Букурещ. Заминава за България и завършва педагогическо училище във Велинград и курса за начални учители. Върнат е като преподавател по така наречения македонски език в центъра за събиране на емигранти от Гърция в село Вълчеле.
В 1957 година е репатриран в Народната република Македония и завършва биология и химия в Педагогическата академия, а след това и биология в Природо-математическия факултет на Скопския университет. Работи като учител, директор на начално училище, ръководител на образованието на община Чаир в Скопие, секретар на Секретариата на образованието на град Скопие и като независим педагогически съветник в Педагогическия институт на Македония.
Като социален работник развива широка дейност в различни детски организации, особено в организацията на Фестивала на детската песен „Златно славейче“, и е дългогодишен председател на Хора на просветните работници „Св. св. Кирил и Методий“ в Скопие. Автор е на няколко учебника и други статии в областта на образованието, както и на краеведски изследвания.

## Трудове
- Пановски, Сократ. В'мбел.   Скопје, Здружение на децата-бегалци од Егејскиот дел на Македонија, 2002. (на македонска литературна норма)